# Lista monumentelor istorice din județul Sibiu - F

Simbol pentru monumentele istorice

Lista monumentelor istorice din județul Sibiu - F cuprinde monumentele istorice înscrise în Patrimoniul cultural național al României și aflate în localități ce încep cu litera F din județul Sibiu.
Lista completă este menținută și actualizată periodic de către Ministerul Culturii, Cultelor și Patrimoniului Național din România, prin intermediul Institutului Național al Patrimoniului, ultima versiune datând din 2015. Această listă cuprinde și actualizările ulterioare, realizate prin ordin al ministrului culturii.
| Cod LMI                          | Denumire                                            | Localitate                   | Localizare                                                           | Datare, Creatori                    | Imagine               | Erori             |
| -------------------------------- | --------------------------------------------------- | ---------------------------- | -------------------------------------------------------------------- | ----------------------------------- | --------------------- | ----------------- |
| SB-II-m-B-12387 (RAN: 145550.01) | Biserica „Sf. Nicolae”-Cacova, cu turnul-clopotniță | sat Fântânele; oraș Săliște  | Str. Școlii 143 45.75444°N 23.92126°E                                | 1771 – 1774 (biserica), 1794 (turn) | Alte imagini          | Raportează eroare |
| SB-II-m-B-12388 (RAN: 144759.01) | Biserica evanghelică                                | sat Florești; comuna Laslea  | Str. Principală 50                                                   | 1424 (biserica), 1835 (turn)        | Alte imagini          | Raportează eroare |
| SB-II-m-A-12389                  | Biserica „Sf. Vasile”                               | sat Fofeldea; comuna Nocrich | Str. Dealului 125                                                    | 1804 - 1810                         | Alte imagini          | Raportează eroare |
| SB-III-m-B-12600                 | Monumentul lui August Treboniu Laurian              | sat Fofeldea; comuna Nocrich | În dreptul casei cu nr. 192, lângă monumentul aviatorului Ion Stoica | sec. XIX                            |                       | Raportează eroare |
| SB-IV-m-B-12620                  | Troiță de lemn                                      | sat Fântânele; oraș Săliște  | Str. Bisericii 142                                                   | sec. XIX                            | Încarcă foto \| video | Raportează eroare |
| SB-IV-m-B-12622                  | Monumentul funerar al lui Daniel R. Codrescu        | sat Fofeldea; comuna Nocrich | în cimitirul bisericii                                               | sec. XIX                            | Alte imagini          | Raportează eroare |
| SB-IV-m-B-12621                  | Banca țărănească „CORDIANA”                         | sat Fofeldea; comuna Nocrich | 189                                                                  | sf. sec. XIX-înc. sec. XX           |                       | Raportează eroare |